# Casole d'Elsa
Casole d'Elsa är en ort och kommun i provinsen Siena i regionen Toscana i Italien. Kommunen hade 3 829 invånare (2018).